# 김원진 (펜싱 선수)
김원진(金垣晉, 1984년 8월 24일 ~ )은 대한민국의 은퇴한 펜싱 선수로, 현역 시절 주 종목은 에페이다. 현재 미국 캘리포니아주 로스앤젤레스를 연고로 한 LAIFC의 감독이다. 김원진은 메이저 대회 8강에 올랐으며, 아시안 게임과 아시아 선수권을 두 차례씩 우승하기도 하였다. 그는 인터뷰에서 현 여자 에페 국가대표팀 감독인 심재성으로부터 경기 방식의 영향을 받았다고 하였다.